# Тимовське
Тимовське (рос. Тымовское) — смт у Тимовському міському окрузі Сахалінської області Російської Федерації.
Населення становить 7504 особи (2019).

## Історія
Від 1963 року належить до Тимовського міського округу Сахалінської області.

## Населення
| 1897  | 1939  | 1959  | 1970  | 1979  | 1989    | 2002  |
| ----- | ----- | ----- | ----- | ----- | ------- | ----- |
| 1389  | ↗2350 | ↗5412 | ↗7974 | ↗9476 | ↗10 869 | ↘8532 |
| 2009  | 2010  | 2011  | 2012  | 2013  | 2014    | 2015  |
| ↘8151 | ↘7855 | ↗7875 | ↘7787 | ↘7718 | ↘7586   | ↘7489 |
| 2016  | 2017  | 2018  | 2019  |       |         |       |
| ↘7424 | ↗7460 | ↗7476 | ↗7504 |       |         |       |